# یواس‌اس کرتیس (ای‌وی-۴)
یواس‌اس کرتیس (ای‌وی-۴) (به انگلیسی: USS Curtiss (AV-4)) یک کشتی بود که طول آن 527 ft 4 in (161 m) بود. این کشتی در سال ۱۹۴۰ ساخته شد.